# Béla Bartók

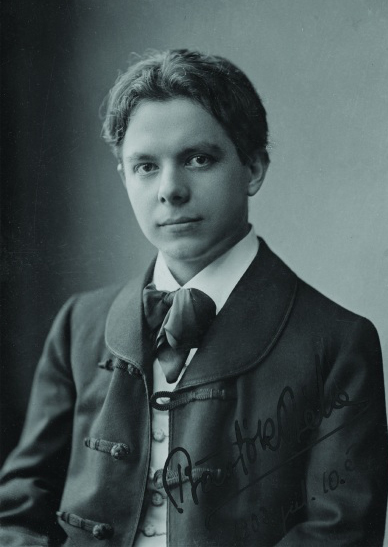
De jonge Bartók in 1903

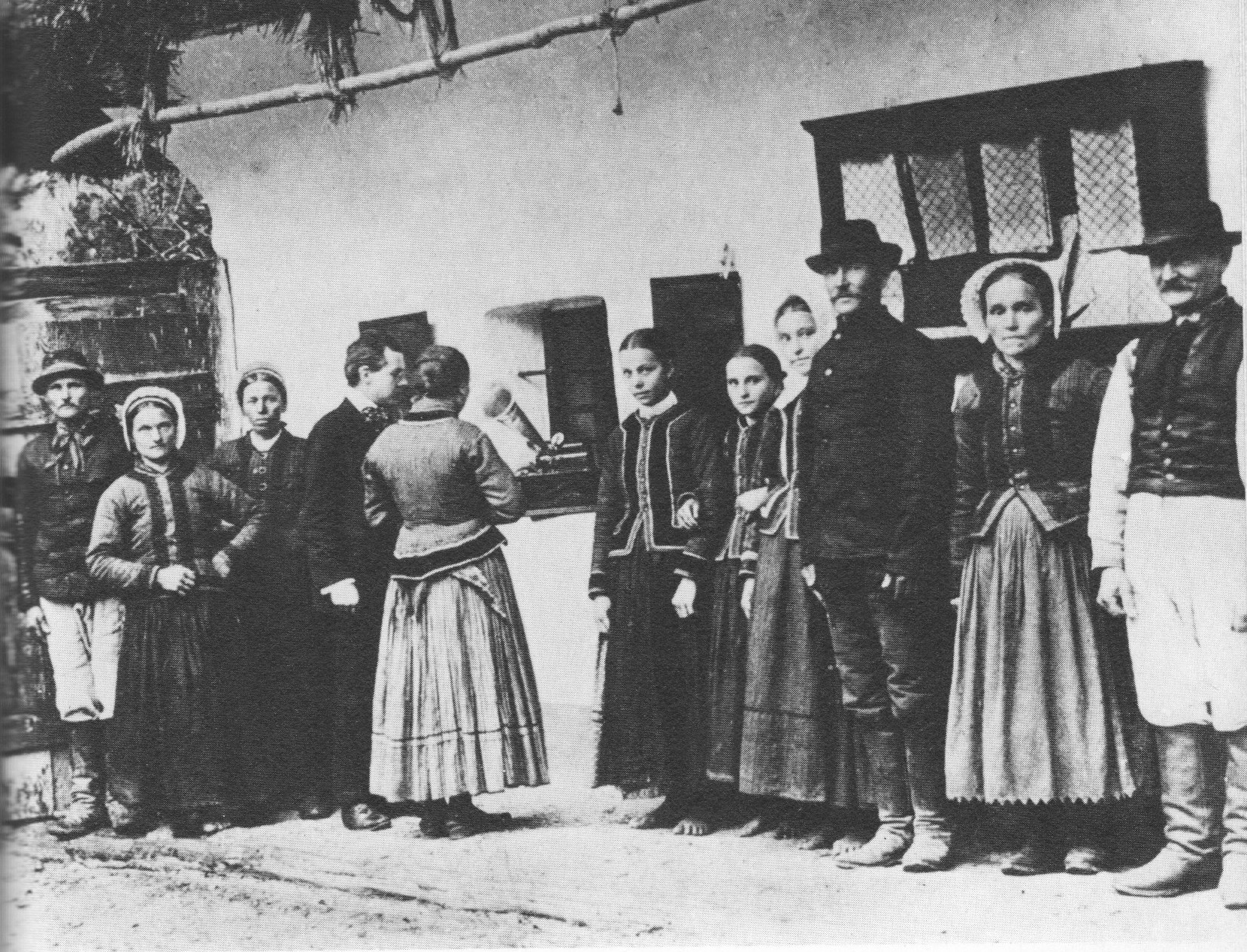
Bartók neemt volksmuziek op met een fonograaf, 1908

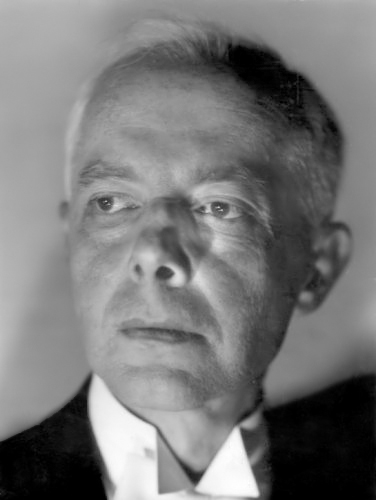
De latere Bartók

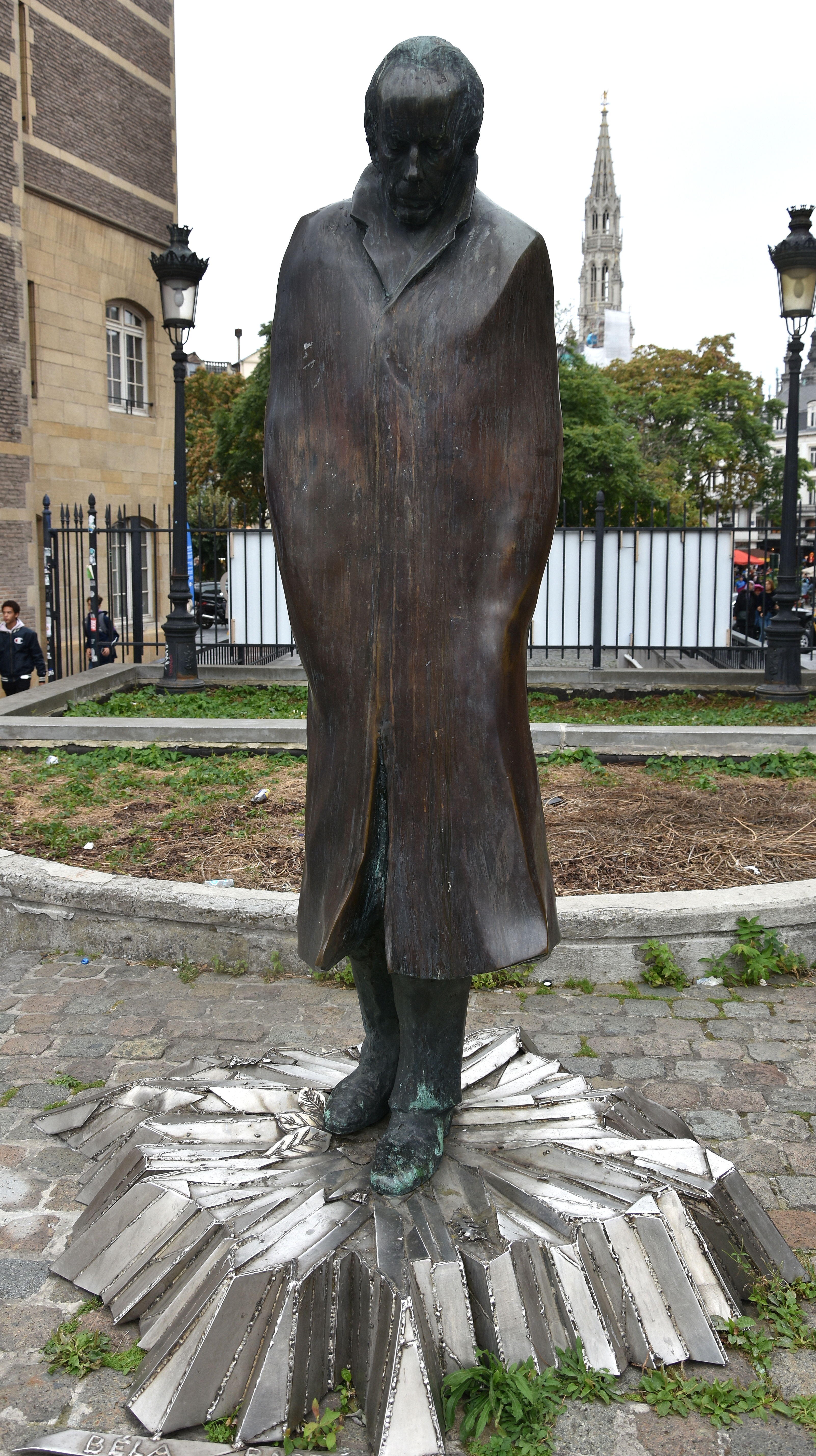
Standbeeld door Imre Varga van Béla Bartók in Brussel

Béla Viktor János Bartók (Hongaars: Bartók Béla [ˈbɒrtoːk ˈbeːlɒ], Nagyszentmiklós, 25 maart 1881 – New York, 26 september 1945) was een Hongaars componist en pianist. Bartók wordt algemeen beschouwd als een van de belangrijkste componisten van de twintigste eeuw. Bartók was een van de grondleggers van de etnomusicologie door zijn uiterst nauwgezette transcripties van de Oost-Europese volksmuziek in samenwerking met Zoltán Kodály.

## Biografie
Béla Bartók werd geboren in Nagyszentmiklós, het huidige Sânnicolau Mare, in Roemenië. Al op jonge leeftijd gaf hij blijk van zijn muzikaal talent. Op zijn negende schreef hij zijn eerste – kleine – composities voor piano, meest korte dansen. Zijn moeder stimuleerde zijn muzikale ontwikkeling en was zelfs bereid om te verhuizen, om ervoor te zorgen dat haar zoon les kon krijgen van de beste muziekleraren.
Bartók studeerde piano aan het conservatorium van Presburg (thans: Bratislava) en leerde zichzelf componeren door partituren te lezen. Later studeerde hij aan de Lisztacademie in Boedapest, onder andere bij Hans von Koessler. Nadat hij daar was afgestudeerd, werd Bartók concertpianist en – in 1907 – docent piano aan de eerder genoemde muziekacademie. In zijn vroege werken stond hij sterk onder invloed van werken van Hector Berlioz, Franz Liszt en Richard Strauss, componisten die hij zeer bewonderde.
In 1917 had Bartók, na aanvankelijke tegenslagen, zijn eerste succes met de uitvoering van zijn ballet De houten prins. Het stuk was aanvankelijk geweigerd door de vaste Hongaarse dirigenten van de Opera van Boedapest, maar een Italiaanse gastdirigent, Egisto Tango, durfde het aan. Tijdens de repetities was er bij de uitvoerenden veel weerstand tegen de muziek: zij vonden het 'onspeelbaar', maar de uitvoering werd een groot succes. Een jaar later had hij een soortgelijk succes met de opera Hertog Blauwbaards burcht. Daarna kreeg hij al snel internationale bekendheid en maakte vele concertreizen door Europa en Amerika. Ook in Nederland werd zijn werk vanaf het begin van de jaren twintig veelvuldig uitgevoerd.
Vanaf 1933 werd in Duitsland Bartóks muziek als "entartet" (ontaard) beschouwd en uitvoeringen van zijn werk werden verboden. De politieke ontwikkelingen in Europa in de jaren 30 brachten Bartók er uiteindelijk toe in  1940, na de dood van zijn moeder, naar Amerika te emigreren. Daar heeft hij echter nooit echt kunnen aarden. In de Verenigde Staten werd Bartóks muziek niet gewaardeerd en aan de transfer van royalty's vanuit Europa kwam een einde, zodat de componist grote moeite had om in zijn levensonderhoud te voorzien. Voor de Columbia University transcribeerde Bartók vanaf maart 1941 enige tijd Servo-Kroatische volksliederen.
Niettemin schreef Bartók in de Verenigde Staten een van zijn populairste werken, het Concert voor orkest. In opdracht van Yehudi Menuhin schreef hij een Sonate voor soloviool (1944). Bartók stierf in september 1945 aan leukemie. De auteursrechtenorganisatie ASCAP betaalde de ziekenhuiskosten en de uitvaartplechtigheid. Zijn laatste werk, het Altvioolconcert (1945), heeft hij niet meer kunnen voltooien. Van dit werk zijn alleen de volledige partij voor de altviool en enkele aanwijzingen voor de instrumentatie gereed gekomen. Het wordt nu meestal uitgevoerd zoals Bartóks leerling Tibor Serly het heeft "ingevuld" volgens zijn aantekeningen. Van het Derde pianoconcert voltooide Serly de orkestratie van de laatste 17 maten.
Bartóks muziek werd tijdens het leven van de componist slechts in kleine kring gewaardeerd. Het publiek beschouwde zijn muziek als atonaal en dissonant. Vrijwel direct na de dood van Bartók ontstond echter, gestimuleerd door het succes van het Concert voor Orkest en de promotie van Bartóks vioolwerken door Yehudi Menuhin, een grote belangstelling voor zijn werken. Bartók werd in korte tijd een wereldberoemd componist. Het Derde Pianoconcert (1945), de Muziek voor Snaarinstrumenten, Slagwerk en Celesta (1937), het Divertimento voor strijkorkest (1939), het Tweede Vioolconcert (1939), de ballet-pantomime De wonderbaarlijke mandarijn (1918/1919), de zes strijkkwartetten en last but not least zijn pianoleerreeks Mikrokosmos (153 korte stukken, ontstaan tussen 1926 en 1939) zijn thans klassiek en worden veelvuldig uitgevoerd.
In 1988 werd het stoffelijk overschot van Bartók overgebracht naar Hongarije en bijgezet op de Farkasreti-begraafplaats te Boedapest.

## Muziek

### Algemene kenmerken
In veel van Bartóks muziek is zijn affiniteit met de volksmuziek van de Pannonische vlakte terug te vinden, zowel in de melodieën als – in grotere mate – in de ritmiek. Maar de grootste invloed gold de harmonie. Zo leidde het gebrek aan gebruikelijke drieklanken in de pentatonische toonladders in de oude Hongaarse volksmuziek tot harmonisatie op basis van kwarten en tot beoordeling van de kleine septiem als consonant en leidden melodieën op basis van modale toonsoorten tot de verrijking van de gebruikelijke toonladders van zeven tonen met meer noten tot Bartóks eigen weg naar de twaalftoonstoonladder, namelijk op basis van de nevenschikking van alle noten in de majeure, de frygische en de lydische toonladders.
Andere niet zo zeer definiërende als wel typerende kenmerken van Bartóks muziek zijn de volgende.
- Veel stukken zijn gebaseerd op één klein thema. De gehele compositie bestaat uit een organische ontwikkeling en verwerking hiervan. Bartók noemde deze techniek thematische uitbreiding van het bereik en zag dit als een uitbreiding op de fugatische technieken als inversie en vergroting.
- De meeste composities ontberen uitgebreide coda´s. Net als in veel volksmuziek eindigen veel composities met een laatste presentatie van het hoofdthema.
- Composities bestaan vaak uit meerdere lijnen die sterk kunnen verschillen in timbre, tonaliteit en ritme. Het lijkt soms alsof de verschillende instrumenten of stemmen een onafhankelijke weg gaan. De kern van de zeggingskracht van zo´n compositie bestaat echter juist uit de muzikale effecten van de samenklank van de vele per stuk vaak vrij eenvoudige ritmische of melodische lijnen. Deze praktijk leidde tot polyritmiek en polytonaliteit. Zoals de bladmuziek echter uitwijst is één lijn het belangrijkst en is bepalend voor maat- en toonsoort.

### Jeugd: laatromantische stijl (1890-1902)
De werken van zijn jeugd zijn in een laatromantische stijl gecomponeerd. Tussen 1890 en 1894 (van zijn negende tot zijn dertiende levensjaar) schreef hij 31 stukken met overeenkomstige opusnummers. Hij begon zijn werken opnieuw te nummeren met opus 1 in 1894 met zijn eerste grotere werk, een pianosonate. Tot 1902 schreef Bartók in totaal 74 werken in een laatromantische stijl. De meeste hiervan zijn geschreven voor piano solo of bevatten de piano ten minste als instrument voor de begeleiding. Daarnaast zijn er enkele kamermuziekcomposities voor snaarinstrumenten. Vergeleken bij zijn latere stukken getuigen deze werken niet van een eigen stijl.

### Nieuwe invloeden (1903-1911)
Onder invloed van Richard Strauss (onder andere van diens Also sprach Zarathustra), componeerde Bartók in 1903 Kossuth, een symfonisch gedicht in tien tableaus. In 1904 volgde zijn Rapsodie voor piano en orkest die hij wederom met opus 1 nummerde. Daarmee gaf hij weer dat dit het begin was van een nieuwe episode in zijn werk. Een belangrijkere gebeurtenis van dit jaar was dat hij toevallig het achttienjarige kindermeisje Lidi Dósa uit Transsylvanië volkswijsjes hoorde zingen. Dit was het begin van zijn levenslange toewijding aan de volksmusicologie. In Bartóks zienswijze kan een componist op drie wijzen volksmuziek in zijn composities verwerken. De eerste optie is om een oorspronkelijke volksmelodie onveranderd te laten en op muziek te zetten, waarbij de componist harmonisatie en begeleiding toevoegt. Hij vergeleek dit werk met het zetten van een edelsteen; een edelsteen is immers ook niet door de juwelier zelf gemaakt. Kritiek dat hij daarbij geen eigen melodieën componeerde, pareerde Bartók door te stellen dat Molière en Shakespeare hun toneelstukken ook op bekende verhalen baseerden. De tweede optie voor een componist is om in de stijl van volksmuziek te componeren en alles zelf te componeren, inclusief de melodieën. De derde en laatste optie is om traditionele klassieke muziek te componeren, waarvoor elementen van volksmuziek een gesublimeerde inspiratiebron zijn, bijvoorbeeld het ritme of het gebruik van modale toonsoorten.
Bartók leerde Debussy's muziek in 1907 kennen en bewonderde zijn muziek zeer. Debussys invloed is aanwijsbaar in de Veertien Bagatellen (1908) waarover de pianist Wilhelm Backhaus uitriep 'Eindelijk iets echt nieuws!' Tot 1911 componeerde Bartók zeer verschillende werken, zowel in romantische stijl als bewerkingen van volksmuziek en ten slotte zijn uitgesproken modernistische opera Hertog Blauwbaards burcht. De negatieve receptie van zijn werk leidde ertoe dat hij zich na deze periode toelegde op pianoles en etnomusicologisch onderzoek. Op bewerkingen van volksmuziek na stopte hij met componeren.

### Nieuwe inspiratie en experimenteren (1916-1921)
Bartóks negatieve houding ten opzichte van componeren verdween dankzij het stormachtige en inspirerende contact met Klára Gombossy in de zomer van 1915. Er brak weer een vruchtbare periode aan, waarvan de Suite voor piano opus 14 (1916) en het (pas in 1926 voor het eerst opgevoerde) ballet De Wonderbaarlijke Mandarijn (1918) getuigen; ook voltooide hij het ballet De Houten Prins (1917).
Bartók ervoer het resultaat van de Eerste Wereldoorlog als een persoonlijke tragedie. Veel gebieden waar hij sterk aan hechtte werden Hongarije ontnomen: Transsylvanië, de Banaat waar hij was geboren en Pozsony waar zijn moeder leefde en tot haar dood in 1939 zou blijven. Voorts maakte de vijandige houding van de opvolgstaten van de Donaumonarchie het hem moeilijk om etnomusicologisch onderzoek te doen. Op zichzelf teruggeworpen experimenteerde hij met steeds verdergaande compositionele technieken. Zijn composities bevatten geen duidelijke melodieën en neigen naar atonaliteit. De muziek van Bartók is echter nooit echt atonaal. De componist beschouwde atonaliteit als wezensvreemd aan volksmuziek. In een aantal werken wordt echter atonaliteit dicht benaderd, zoals in het Derde strijkkwartet (1927) en de Eerste en Tweede Vioolsonate (1921). Met de Acht Improvisaties op Hongaarse boerenliederen (1920), de Tweede Sonate voor Viool en Piano (1922) en de zonnige Danssuite (1923, het jaar van zijn tweede huwelijk), zijn al Bartóks werken tussen 1919 en 1925 reeds opgesomd.

### Rijpe periode (1926-1945)
In 1926 had Bartók een groot stuk voor piano en orkest nodig dat hij op tournee in Europa en Amerika kon spelen. Als opwarmer voor zijn eerste pianoconcert schreef hij zijn pianosonate, In de Open Lucht en Negen kleine stukken, alle voor solo piano. In al deze stukken, inclusief het eerste pianoconcert, is de piano voor Bartók mede een slaginstrument. Deze benadering vond zijn culminatie in de Sonate voor twee piano's en slagwerk. Later zei Bartók dat rond dit 'pianojaar' zijn composities van een Beethoven-achtige naar een Bachachtige esthetiek verschoven. Hij begon het idioom van zijn rijpe fase te vinden. In de werken vanaf ongeveer 1934 werd een volledige fusie van Europese kunstmuziek en volksmuziek van de Pannonische vlakte gerealiseerd. De composities werden vanaf medio jaren dertig melodischer, minder dissonant en minder ritmisch complex. Bartóks volwassen stijl is moeilijk te definiëren, laat staan onder één noemer te brengen. Zij wordt, net als Stravinsky's muziek, getypeerd door een synthese van vele invloeden: Bach en nog oudere muziek, classicisme, volksmuziek, muziek als geluid (een invloed van modernisten als Debussy) en zelfs de romantiek. In zijn  volwassen periode schreef Bartók relatief weinig werken, maar de meeste zijn grootschalige composities voor grote bezetting. Zijn late werken hebben vaak een klassieke vorm en slechts de vocale werken hebben programmatische titels.

### Meesterwerken

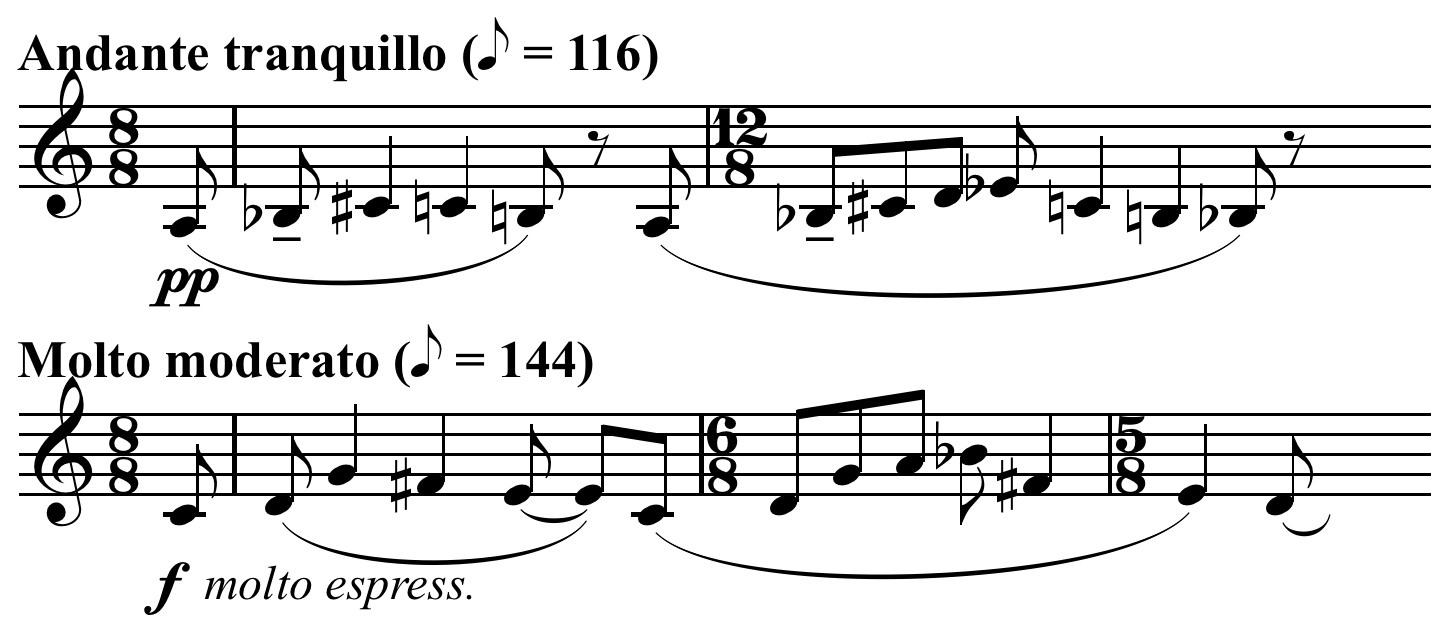
Kenmerkende thema's uit Muziek voor Snaarinstrumenten, Slagwerk en Celesta (1936)

Van bijzonder belang zijn de zes strijkkwartetten, die tot de muzikale hoogtepunten van de twintigste eeuw worden gerekend en de ontwikkeling van de componist weerspiegelen. Het Eerste kwartet is nog tamelijk traditioneel. In het Tweede strijkkwartet is reeds invloed van de volksmuziek hoorbaar. Het Derde kwartet (1927) en Vierde kwartet (1929) zijn de hoogtepunten in de reeks. In deze kwartetten worden dissonanten toegepast, exotische ritmen, ontleend aan de Balkanmuziek, en nieuwe speeltechnieken, zoals het glissando voor alle instrumenten, het gebruik van kwarttonen en het bekende Bartókpizzicato. Van de zes strijkkwartetten zijn vele cd-opnamen gemaakt.
Voor wat betreft Bartóks rijpe periode zijn enkele veel gespeelde werken de Cantata Profana (1930, Bartóks favoriete eigen werk), Muziek voor Snaarinstrumenten, Slagwerk en Celesta (1936), het Concert voor Orkest (1943) en het Derde Pianoconcert (1945).

## Indeling van Bartóks werken
Verschillende auteurs maakten een catalogus van Bartóks werken.
- De eerste en meest gebruikte indeling van zijn composities werd gemaakt door András Szöllősy, een chronologische indeling van 1 tot 121 voorzien van de afkorting Sz.
- Denijs Dille voorzag het werk van Bartók met een thematische indeling met nummering DD van 1 tot 77.
- De recentste catalogisering is van de hand van László Somfai en is eveneens chronologisch van aard. De werken zijn voorzien van een BB-nummering van 1 tot 129 met correcties gebaseerd op de Béla Bartók Thematic Catalogue.